# Alexander Fleming

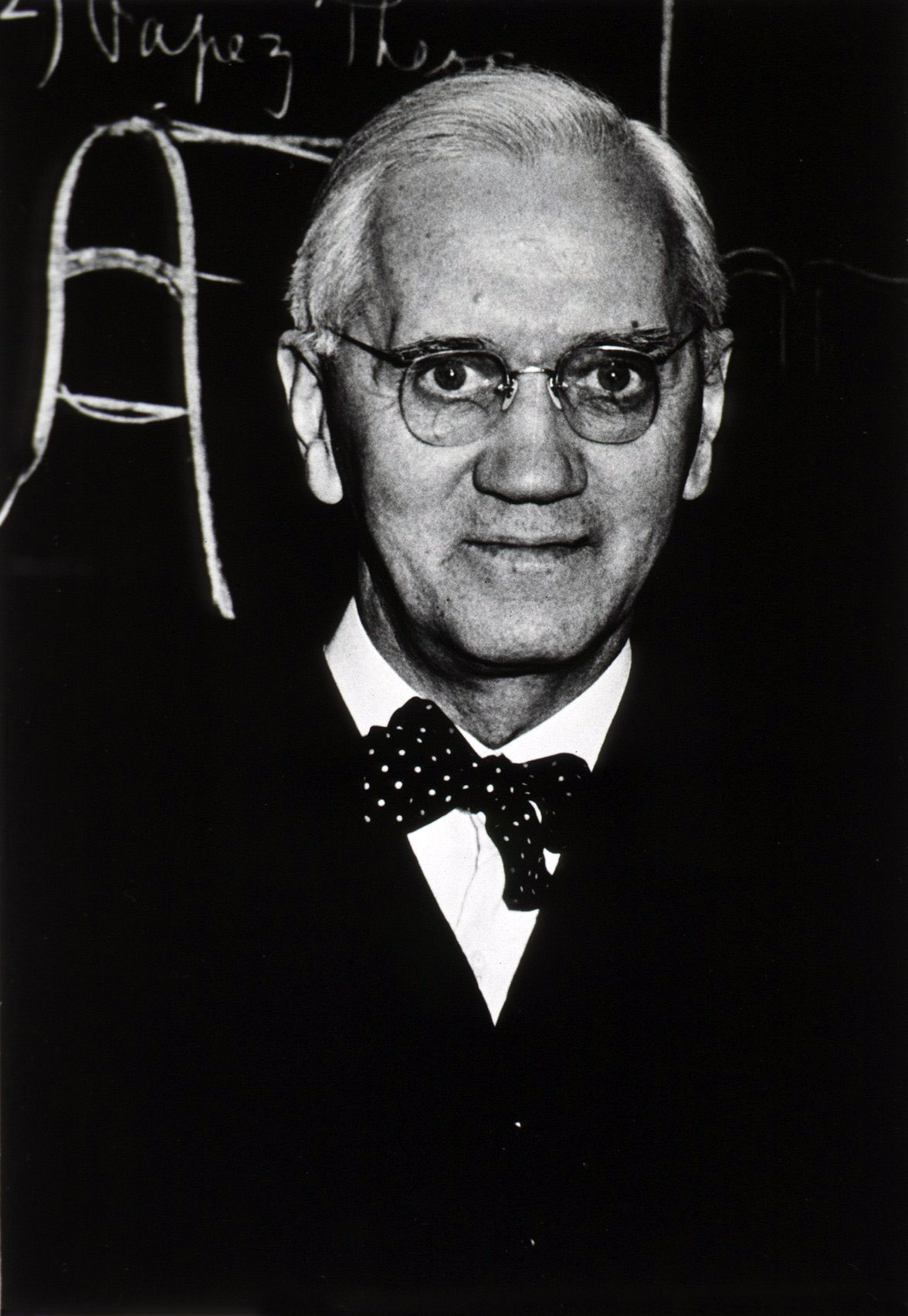
Alexander Fleming

Sir Alexander Fleming (* 6. August 1881 in Darvel, East Ayrshire, Schottland; † 11. März 1955 in London) war ein britischer Mediziner und Bakteriologe. Er erhielt 1945 als einer der Entdecker des Antibiotikums Penicillin den Nobelpreis. Außerdem entdeckte er das Lysozym, ein Enzym, das starke antibakterielle Eigenschaften aufweist und in verschiedenen Körpersekreten wie Tränen und Speichel vorkommt.

## Leben

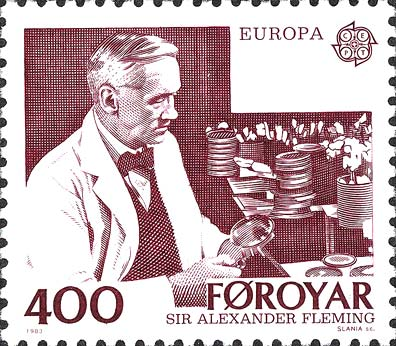
Alexander Fleming auf einer Briefmarke der Färöer

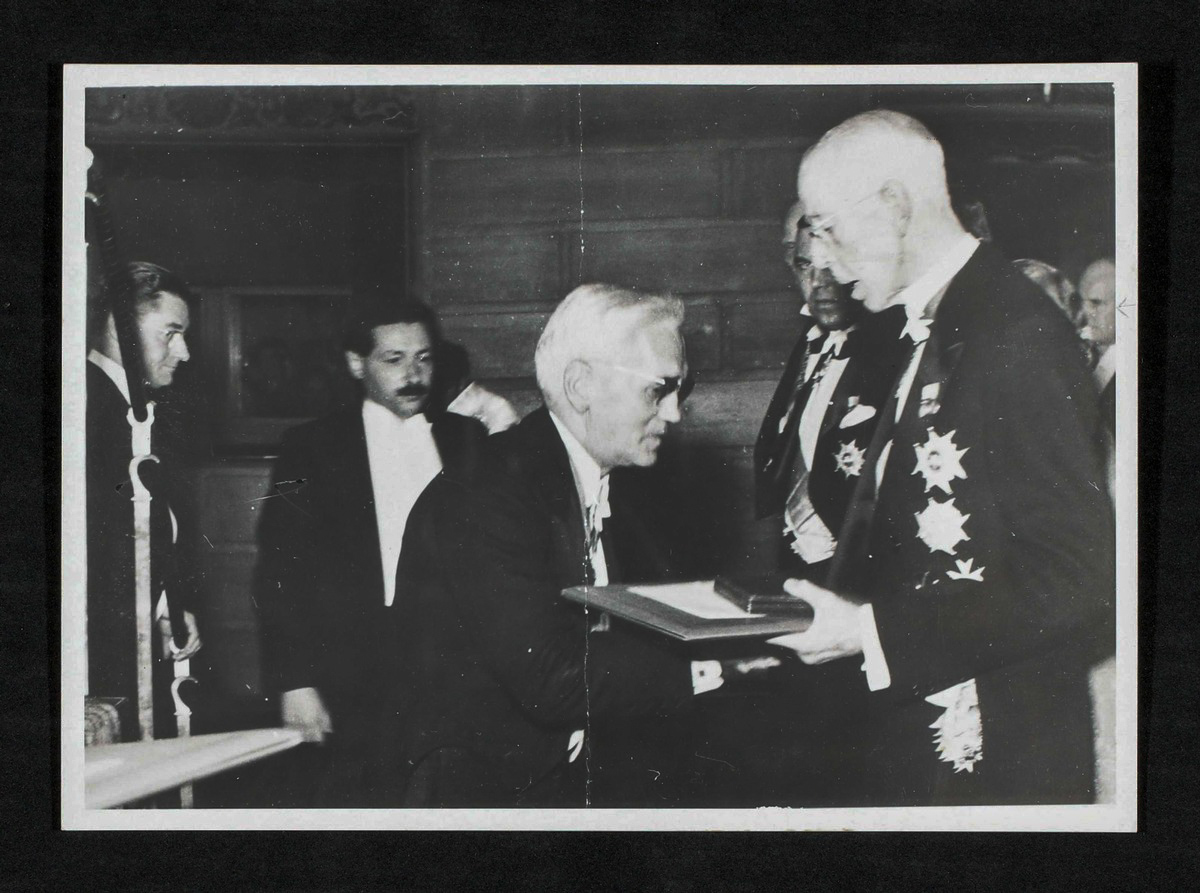
Alexander Fleming (Mitte) bei der Verleihung des Nobelpreises durch König Gustaf V. von Schweden im Jahr 1945

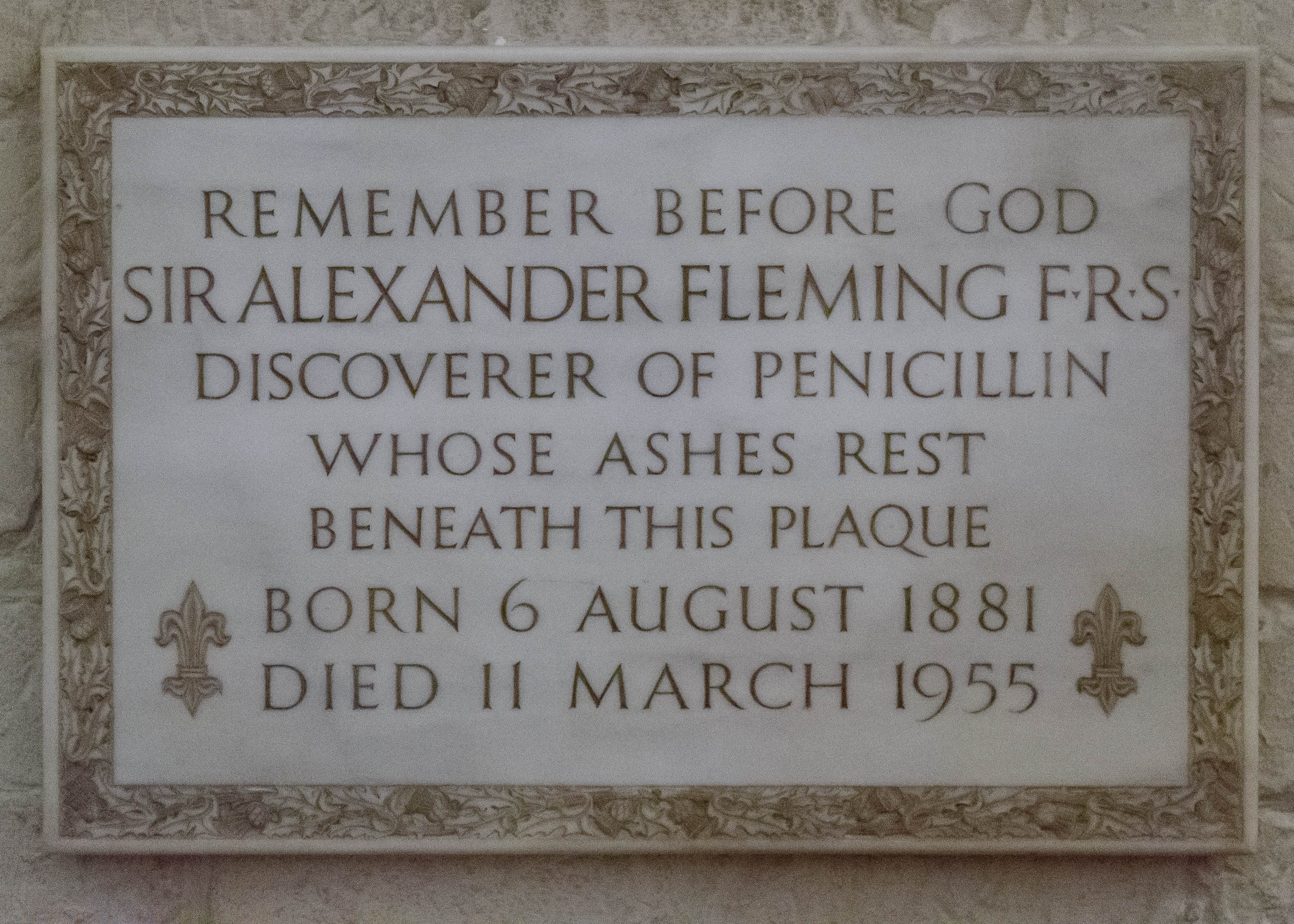
Gedenktafel am Grab Sir Flemings in der St.-Pauls-Kathedrale, London

Alexander Fleming wurde 1881 auf dem Bauernhof Lochfield (Gemeinde Darvel) geboren. Er studierte ab 1902 Medizin an der St Mary’s Hospital Medical School in Paddington. 1906 schloss er sein Studium ab, blieb aber weiterhin am Institut. Ab 1921 war er stellvertretender Leiter und ab 1946 Direktor des Instituts, das 1948 in Wright-Fleming-Institut umbenannt wurde. Von 1928 bis 1948 hatte er an der Londoner Universität den Lehrstuhl für Bakteriologie inne.
In seinen jungen Jahren beschäftigte sich Fleming mit Autovaccinen. 1921 isolierte er das Enzym Lysozym, das im Eiweiß des Hühnereis sowie in zahlreichen menschlichen Körpersekreten vorkommt und in der Lage ist, Bakterien zu zerstören.
Er bemerkte zufällig am 28. September 1928 im Labor, wie Schimmelpilze der Gattung Penicillium, die in eine seiner Staphylokokken-Kulturen hineingeraten waren, eine wachstumshemmende Wirkung auf diese Bakterien hatten. Weitere Untersuchungen führten später zum Antibiotikum Penicillin.
Bereits 1874 hatte der Chirurg Theodor Billroth in Wien zweifelsfrei den das Wachstum von Bakterien hemmenden Effekt des Pilzes Penicillium erkannt.[Ernst Kern: Echter und vermeintlicher Fortschritt in der Chirurgie. In: Würzburger medizinhistorische Mitteilungen. Band 9, 1991, S. 417–429, hier: S. 418.] Im Jahr 1923 erforschte in San José Clodomiro Picado Twight, ein ehemaliger Wissenschaftler des Institut Pasteur, die wachstumshemmende Wirkung auf Staphylokokken und Streptokokken. Seine Forschungsergebnisse wurden 1927 von der Société de biologie in Paris veröffentlicht.
Für seine Wieder-Entdeckung wurde Fleming vielfach geehrt. Am 4. Juli 1944 wurde er als Knight Bachelor geadelt, und 1945 bekam er zusammen mit Howard Walter Florey und Ernst Boris Chain, die seine Untersuchungen weitergeführt hatten, „für die Entdeckung des Penicillins und seiner heilenden Wirkung bei verschiedenen Infektionskrankheiten“ den Nobelpreis für Physiologie oder Medizin. Weiterhin war er Ehrendoktor von zwölf amerikanischen und europäischen Universitäten, Kommandeur der französischen Ehrenlegion und Ehrendirektor der Universität Edinburgh.
Fleming war in erster Ehe von 1915 bis zu ihrem Tod mit Sarah Marion McElroy (1881–1949) verheiratet. Ihr einziges Kind war Robert Fleming (1924–2015), der Arzt wurde. Nach dem Tod seiner ersten Frau heiratete Fleming 1953 in zweiter Ehe die griechische Ärztin Amalia Koutsouri-Vourekas (1912–1986). Alexander Fleming starb am 11. März 1955 in London an einem Herzinfarkt und wurde in der Londoner St Paul’s Cathedral begraben.
Es existieren unterschiedliche Legenden, nach denen Alexander Fleming das Leben von Winston Churchill gerettet haben soll oder die Ausbildung Flemings von Churchills Vater finanziert worden sei. Diese Anekdoten sind allerdings nicht durch historische Quellen verifizierbar und wurden von verschiedenen Autoren widerlegt und als Mythos nachgewiesen. Fleming selbst bezeichnete zum Beispiel die Geschichte, nach der sein Vater dem jungen Churchill das Leben gerettet hätte und dessen Vater wiederum dafür Flemings Studium finanziert haben soll, in einem Brief als „A wondrous fable“.

## Freimaurerei
Fleming war Freimaurer, ab 1925 mehrfach Meister vom Stuhl der Santa Maria Freimaurer Nummer 2692 und ab 1936 der Misericordia Lodge No. 3286. 1934 wurde ihm London Grand Rank als Altmeister vom Stuhl verliehen, 1942 wurde er "Erster Großschaffner" (Senior Grand Deacon) der Vereinigten Großloge von England und ab 1948 deren "Alt-Großaufseher" (Past Senior Grand Warden). Ebenso war er Mitglied der London Scottish Rifles Lodge No. 2319 und erreichte den 30. Grad des Alten und Angenommenen Schottischen Ritus.

## Ehrungen
Der Fleming Point, ein Kap auf der antarktischen Brabant-Insel, trägt seinen Namen. Nach ihm wurde 1970 auch der Mondkrater Fleming (zusammen mit Williamina Fleming) und 2007 der Asteroid (91006) Fleming benannt. Im Jahr 2013 wurde in Stuttgart die neu gegründete „Berufliche Schule für Gesundheit und Pflege“ nach ihm benannt. Der Alexander Fleming Award der Infectious Diseases Society of America ist nach ihm benannt.
In Leitring wurde die Dr.-Alexander-Fleming-Gasse ⊙ nach ihm benannt. Im Planegger Stadtteil Martinsried wurde die Alexander-Fleming-Straße nach ihm benannt. Zwischen 1954 und 1957 wurde in Wien-Ottakring der Fleming-Hof gebaut, der ein keramisches Mosaik von Günther Baszel trägt, das den Namensgeber des Gemeindebaues zeigt.